# Jelitkowo

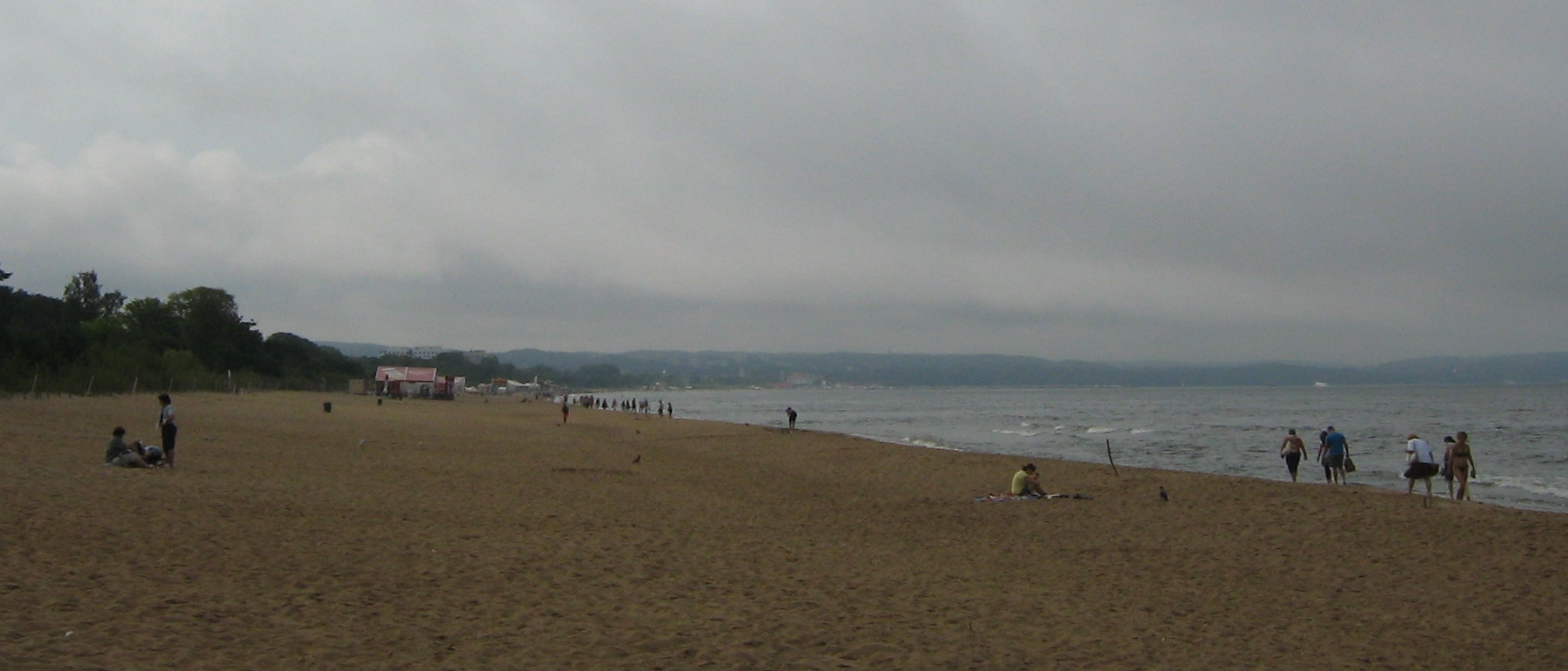
Plaża w Jelitkowie, widok w kierunku Sopotu

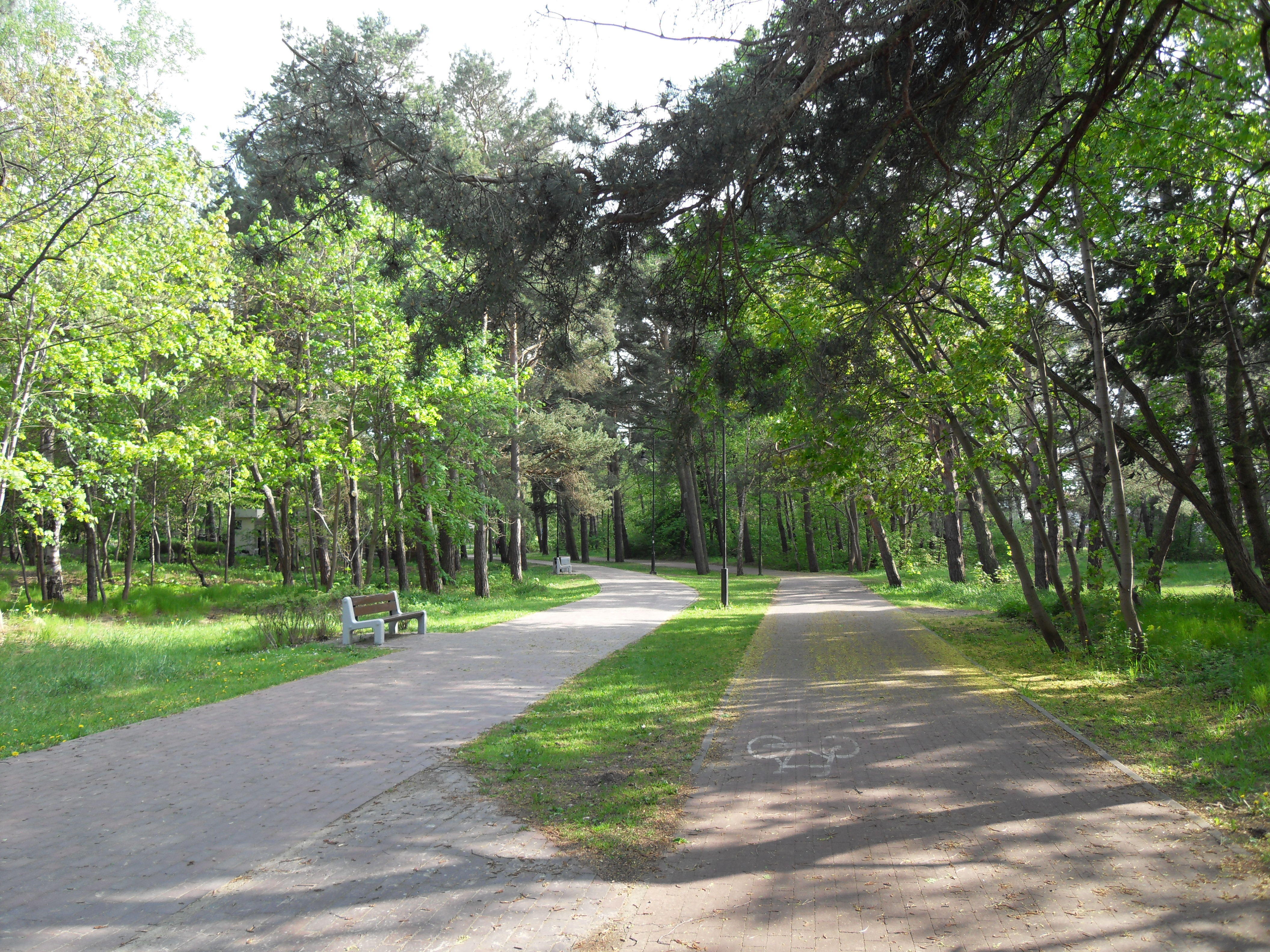
Park Jelitkowski

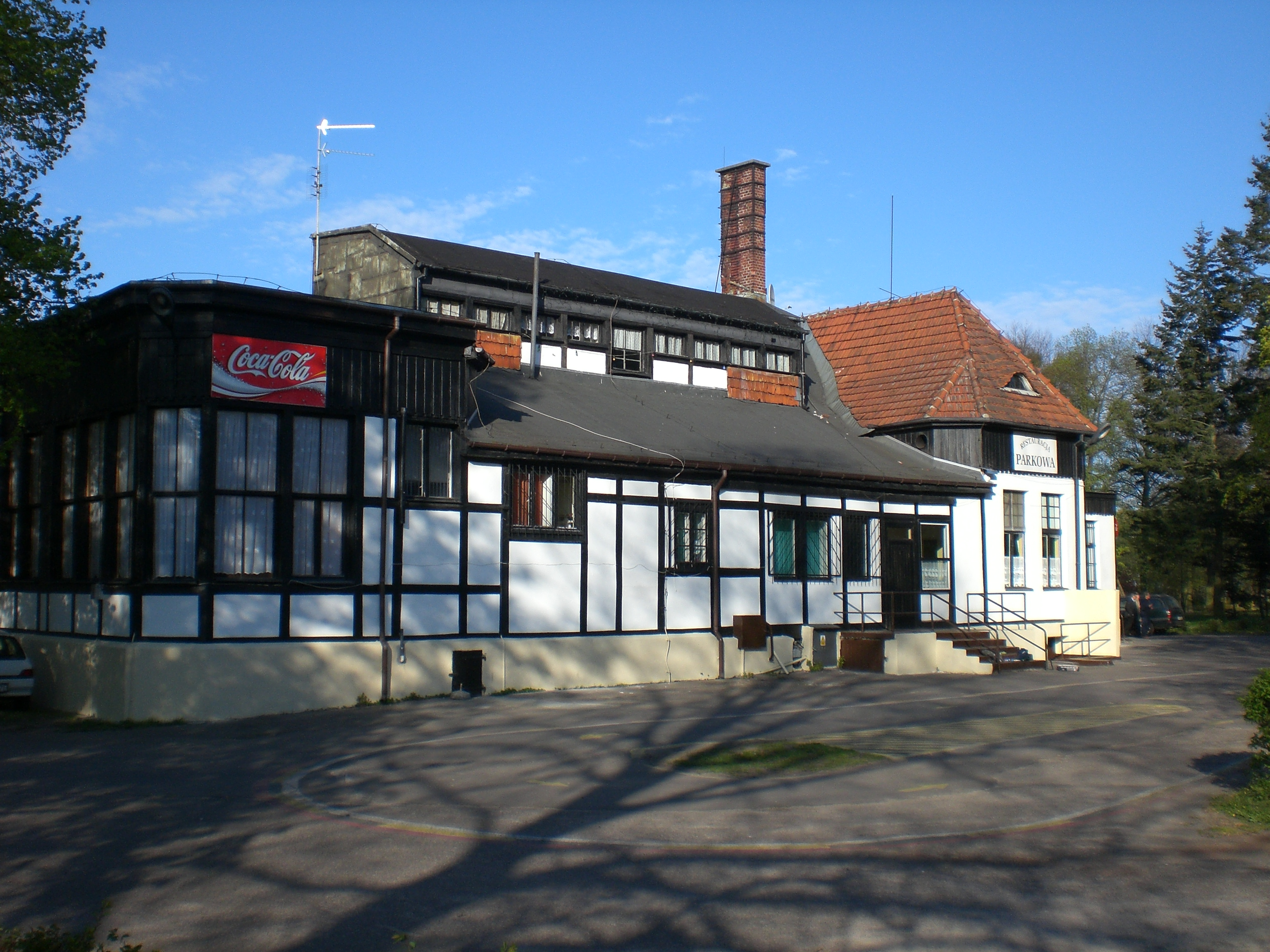
Dawny dom zdrojowy

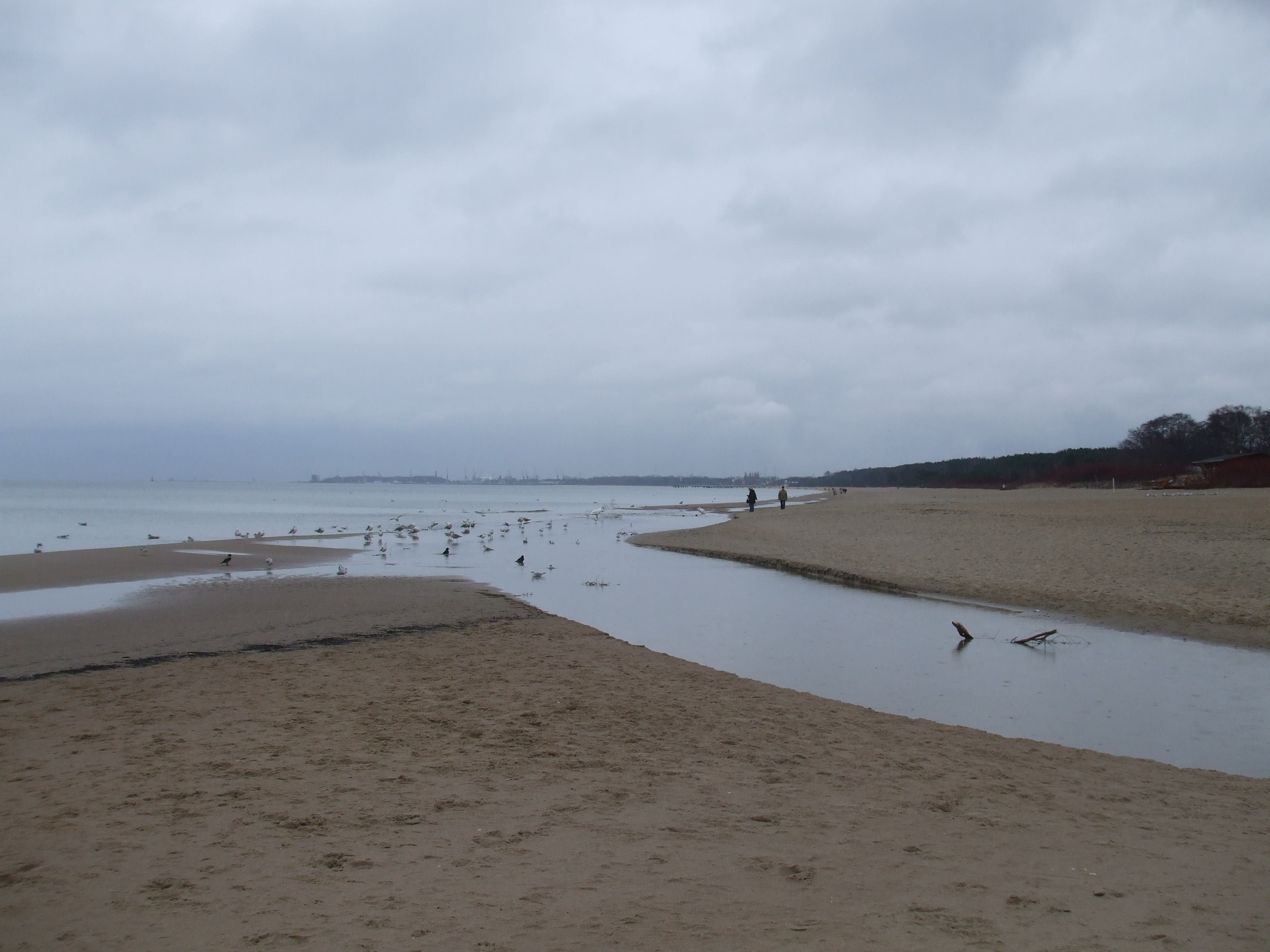
Ujście Potoku Oliwskiego do Zatoki Gdańskiej

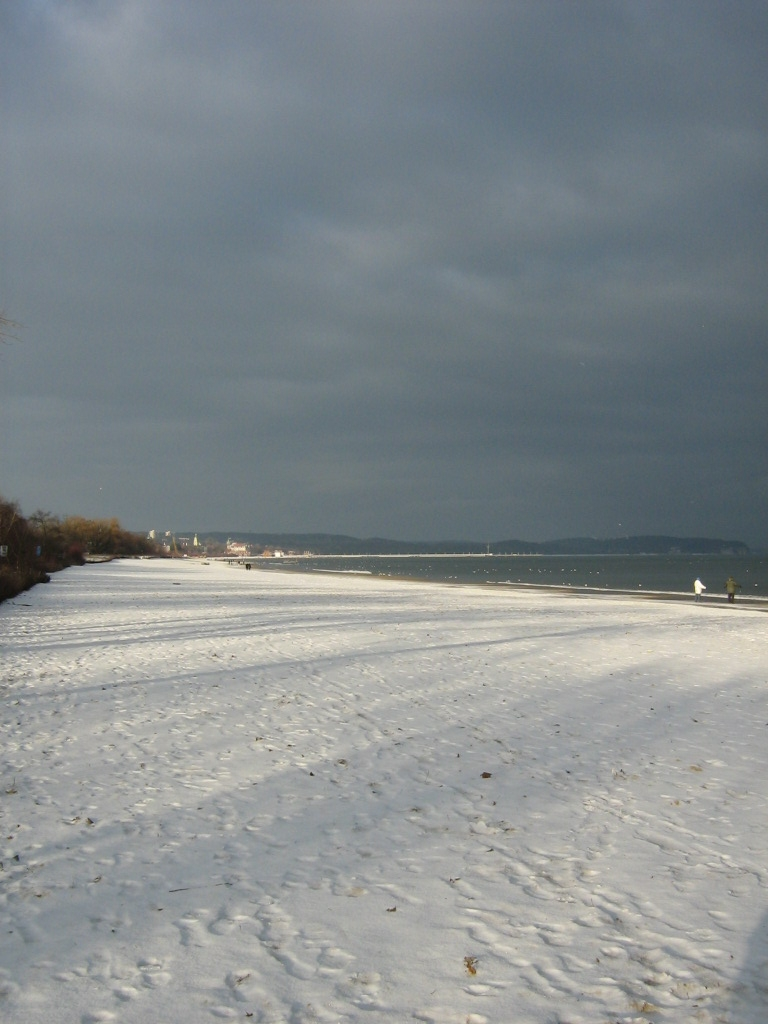
Krajobraz zimowy na plaży w Jelitkowie

Jelitkowo (niem. Glettkau) – nadmorska część miasta Gdańska, położona na osiedlu administracyjnym Żabianka-Wejhera-Jelitkowo-Tysiąclecia, z przystanią morską dla rybaków (pas plaży) i letnim kąpieliskiem morskim.
Wieś Opactwa Cystersów w Oliwie w województwie pomorskim w II połowie XVI wieku.

## Nazwa
Jelatkowo 1570 lub Gletkowo, kaszb. Jelëtkòwò lub też Gletkòwò, Jelôtkòwò, Glëtkòwò, niem.: Glettkaw lub Glettkau, dawniej Glotkowo, Gletkowo, Jelitkowo, Jelatkowo.
28 marca 1949 ustalono urzędową polską nazwę miejscowości – Jelitkowo, określając drugi przypadek jako Jelitkowa, a przymiotnik – jelitkowski. Nazwa prawdopodobnie wywodzi się od nazwiska pierwszego właściciela i założyciela osady – Jelitko.

## Położenie
Jelitkowo położone jest na północnym krańcu Gdańska nad Zatoką Gdańską, nad Potokiem Oliwskim w miejscu jego ujścia do Zatoki. Leży w mezoregionie Pobrzeże Kaszubskie. Od zachodu graniczy z pozostałymi częściami osiedla – Osiedlem Wejhera i Osiedlem Tysiąclecia. Od południa graniczy z dzielnicą Przymorze Wielkie. Północna granica Jelitkowa jest granicą miasta, za nią znajduje się sopockie osiedle Karlikowo.

## Historia
Pierwsze źródła informujące o istnieniu w tym miejscu należącej do oliwskich cystersów osady rybackiej pochodzą z 1480. W 1570 miejscowość zajmowała obszar ok. 60 ha, zamieszkiwało tu 20 rybaków i 20 zagrodników. W 1609 gdańszczanin Georg Hein wybudował w niej młyn, pełniący kolejno funkcje papierni, kuźnicy miedzi i żelaza, tartaku, a także młyna zbożowego i kaszowego. W XVII wieku powstały kuźnica stali oraz papiernia (zniszczona w 1734 przez Rosjan). W 1847 nad potokiem stanął młyn zbożowy z trzema kołami wodnymi. W 1869 w 12 domach zamieszkiwało 207 osób. Od około 1875 Jelitkowo zaczęło przeobrażać się w kurort; w 1893 r. z inicjatywy Reinholda Kamerskiego przy końcu obecnej ul. Kaplicznej powstało pierwsze kąpielisko. W tym czasie założono park nadmorski z promenadą, otwarto gospodę i wybudowano Dom Zdrojowy (1909), a miejscowi rybacy (głównie Kaszubi) zaczęli wynajmować letnikom pokoje. Uruchomienie w 1908 linii tramwajowej do Oliwy i otwarcie rok później mola przyciągnęły turystów. Do tego mola – aż do zburzenia przez potężny sztorm w 1914 – przybijały statki wycieczkowe z Gdańska i Sopotu (w 1920 molo było już ponownie czynne). W latach 1907–1926 było częścią Oliwy. W latach 20. XX wieku wybudowano ul. Bursztynową, łączącą Jelitkowo z Sopotem. Liczba gości odwiedzających kąpielisko w okresie międzywojennym wynosiła wokół 50 tys. rocznie.
W 1925 zbudowana została w Jelitkowie kaplica należąca do parafii katedralnej; 1 listopada 1965 ustanowiono w Jelitkowie parafię pod wezwaniem św. Apostołów Piotra i Pawła. Na miejscu dawnej kaplicy rozebranej w 1979 stoi nowy kościół zbudowany w latach 1976–1981 według projektu E. Baranowskiego.
W 1995 na pierwszym albumie zespołu Kury znalazł się nawiązujący do dzielnicy utwór „Smażalnia w Jelitkowie” (słowa napisał Ryszard Tymon Tymański).

## Turystyka
Na plaży zorganizowano letnie kąpielisko morskie Gdańsk Jelitkowo, obejmujące 200 m linii brzegowej na wysokości wejść na plażę nr 71 i 73.
Obiekty turystyczne:
- Park Jelitkowski
- stare domy rybackie z XVIII/XIX wieku
- hotele: Posejdon, Marina oraz domy wczasowe i kempingi
- wielokilometrowa ścieżka rowerowa ciągnąca się od Sopotu do Brzeźna